# Fernando Picun
Fernando Picun, född 14 februari 1972, är en uruguayansk tidigare fotbollsspelare.
Fernando Picun spelade 9 landskamper för det uruguayanska landslaget. Han deltog bland annat i Copa América 1999.